# Linguatula serrata
Linguatula serrata är en kräftdjursart som beskrevs av Frölich 1789. Linguatula serrata ingår i släktet Linguatula och familjen Linguatulidae. Inga underarter finns listade i Catalogue of Life.

## Bildgalleri

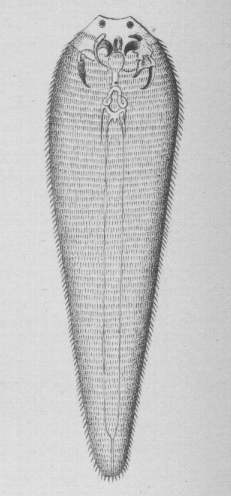